# Осада Нарвы (1579)
Осада Нарвы 1579 года — неудачная попытка взятия Нарвы, предпринятая шведами во время Ливонской войны.
Первую попытку нападения на Нарву шведы произвели ещё в 1574 году, однако их флот в результате бури потерпел крушение в Нарвской бухте. Адмиральский корабль был выброшен на берег, почти весь его экипаж погиб. В 1577 году шведская эскадра сожгла три малых крепости в устье Наровы.
В 1579 году, пользуясь отвлечением русских сил на противодействие наступлению Стефана Батория, шведы начали методично выдавливать оставшихся без подкрепления русских из Ливонии. Накануне первой осады Нарвы шведский адмирал Бенгт Северинсон 18 июля 1579 года опустошил предместье Ивангорода и Нарвы. 13 сентября Нарва была обложена шведами, предводительствуемыми Генрихом Горном. Описание осады оставил Бальтазар Руссов. По его словам, хотя осада Нарвы вызвала ликование по всей Ливонии, радость быстро сменилось великим горем и печалью, а весь поход окончился крайне несчастливо. Все три недели, которые шведы провели под Нарвой, их преследовала очень дождливая погода, из-за которой, по его словам, на теле солдат гнила одежда. Слишком медленный подвоз провианта вызвал голод и изнурение, от которого умерло более 1500 кнехтов. Чересчур медлительно подходила и артиллерия. Служилые татары мешали шведских фуражирам добывать пропитание в окрестностях Нарвы. Спустя три недели после начала осады шведское командование приняло решение об отступлении. На данное решение, скорее всего, повлияли сведения о приближающихся русских отрядах во главе с князьями Тимофеем Трубецким и Василием Хилковым. Общие потери шведов составили 4000 человек.
Нарва была повторно осаждена шведами во главе с Понтусом Делагарди в 1581 году и на этот раз осада увенчалась для шведской стороны успехом.